# Rhythmicon

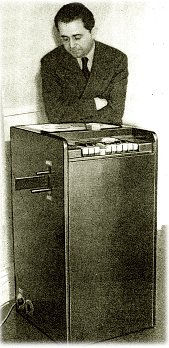
Componist Joseph Schillinger met de Rhythmicon in 1932.

De Rhythmicon is een elektronisch muziekinstrument dat in 1931 werd gebouwd door de Russische uitvinder Léon Theremin in opdracht van Henry Cowell. Het apparaat is de eerste drumcomputer, of 'ritmemachine' zoals het destijds werd genoemd.

## Geschiedenis
In 1930 wilde de Amerikaanse componist en muziekdocent Henry Cowell een instrument waarmee meerdere ritmische patronen gespeeld konden worden. Hij werkte samen met uitvinder Léon Theremin aan het ontwerp en de bouw van het innovatieve apparaat. De Rhythmicon kan 16 verschillende ritmes tegelijk produceren.
De Rhythmicon werd publiekelijk geïntroduceerd op 19 januari 1932 door Cowell en andere muziekdocenten, waaronder Joseph Schillinger, op de The New School in New York.
Schillinger was bevriend met Theremin en kende hem sinds de jaren 1920. Toen Cowell in 1938 zijn interesse in de Rhythmicon verloor kocht Schillinger het muziekinstrument. Na zijn overlijden doneerde weduwe Schillinger in 1966 het apparaat aan het Smithsonian Institution.
Er zijn slechts drie exemplaren van de Rhythmicon gebouwd.

## Werking
De Rhythmicon is een toetsinstrument. De linkertoets vormt de grondtoon samen met het basisritme. De andere toetsen zijn een toonreeks die overeenkomen met de toonhoogte en het ritme van de boventoonreeks van de grondtoon. Het instrument heeft 17 toetsen en produceert de geluiden via een draaiende schijf met optische aftasting. Om de ritmes te genereren doordringt licht in gaten van de draaiende schijven en wordt geanalyseerd door elektrische fotocellen.

## Populair gebruik
De Rhythmicon werd gebruikt in een aantal films uit de jaren 1950 en 1960, waaronder Dr. Strangelove or: How I Learned to Stop Worrying and Love the Bomb uit 1964. Ook diverse bands zouden het instrument hebben gebruikt, zoals Pink Floyd op Atom Heart Mother (1970), Arthur Brown op The Crazy World of Arthur Brown (1968) en The Tornados op Robot (1963). De Duitse band Tangerine Dream gebruikte enkele frases van de Rhythmicon op het album Rubycon uit 1975.